# Сегеркранц, Роберт Фёдорович
Роберт Фёдорович Сегеркранц (25 марта 1808 — 22 сентября 1879, Санкт-Петербург) — российский военный деятель, генерал от артиллерии, участник Крымской войны и Кавказских походов.

## Биография
Финляндский дворянин, по вероисповеданию лютеранин; родился 25 марта 1808 года и получил воспитание и образование во 2-м кадетском корпусе.
В 1826 году был выпущен из корпуса прапорщиком в 18-ю артиллерийскую бригаду, в которой прослужил двадцать один год. Назначенный в батарейную № 1 роту, Сегеркранц принял участие в русско-турецкой войне 1828—1829 годов и находился во всех делах этой роты с неприятелем, причём за отличие, оказанное им в сражениях, был награждён орденом св. Анны 4-й степени с надписью «За храбрость». Вслед за тем он принимал участие в подавлении Польского восстания 1830—1831 годов.
Затем наступает продолжительный период мирной деятельности. В 1844 году, в чине капитана, он был назначен командиром легкой № 3 батареи той же, 18-й артиллерийской бригады, через год, за отличие по службе, был произведён в подполковники, а в 1847 году был назначен командиром батарейной № 2 батареи 7-й артиллерийской бригады, с которой принял участие в Венгерской кампании 1849 года. 5 июля того же года он находился в сражении при Вайцене и за отличие, оказанное при этом, был награждён орденом св. Владимира 4-й степени с бантом. Вслед за тем, 21 июля, он участвовал в сражении при Дебрецене и за храбрость был награждён чином полковника, а от австрийского императора получил орден Железной короны 2-й степени. 26 ноября 1850 года Сегеркранцу за беспорочную выслугу 25 лет службы в офицерских чинах был пожалован орден св. Георгия 4-й степени (№ 8397 по кавалерскому списку Григоровича — Степанова).
В начале 1854 года Сегеркранц был назначен командиром 8-й артиллерийской бригады и участвовал с нею в Восточной войне. С 29 апреля по 12 июня 1854 года он находился при осаде крепости Силистрии, причём командовал всей осадной артиллерией, действовавшей против этой крепости и был награждён за боевые отличия орденом св. Владимира 3-й степени; затем вверенная ему бригада, после целого ряда передвижений, была направлена в Крым к Евпатории (занятой неприятелем), куда и прибыла в первых числах февраля 1855 года.
5 февраля он участвовал в неудачном штурме Евпатории, причём командовал артиллерией в составе средней колонны генерал-майора Н. К. Тетеревникова. Для подготовки атаки вся артиллерия была выдвинута вперед и открыла огонь по городу. Несмотря на перевес неприятеля в калибрах орудий, артиллерия под командованием Сегеркранца действовала так удачно, что многие из неприятельских орудий принуждены были прекратить огонь и пять зарядных ящиков были взорваны выстрелами. За распорядительность и мужество, выказанные в этом деле, Сегеркранц 30 сентября 1855 года был награждён золотой саблей с надписью «За храбрость».
После Евпаторийского дела 8-я артиллерийская бригада поступила в состав Евпаторийского отряда генерал-лейтенанта барона К. Е. Врангеля, а в конце мая была направлена в лагерь при реке Бельбеке. 4 августа произошло сражение при реке Чёрной. Сегеркранц с вверенной ему бригадой находился в составе войск правого фланга генерал-адъютанта Н. А. Реада и за отличие оказанное им в этом сражении был произведён в генерал-майоры.
По окончании Восточной войны он ещё три года командовал 8-й артиллерийской бригадой, а в январе 1859 года был командирован в распоряжение главнокомандующего Кавказской армией. В 1850-х владел имением Сивухи в двух верстах от уездного города Козелец Черниговской губернии.
По прибытии на Кавказ, Сегеркранц был назначен начальником артиллерии Терской области и в том же году участвовал в экспедиции войск Чеченского отряда, за что был награждён орденом св. Анны 1-й степени с мечами (впоследствии ему была пожалована и императорская корона к этому ордену).
В 1863 году он был произведён в генерал-лейтенанты, а в следующем году был назначен помощником начальника артиллерии Петербургского военного округа, а вслед за тем начальником артиллерии Одесского военного округа и на этой должности пробыл 12 лет. За этот период времени им были получены следующие награды: орден св. Владимира 2-й степени с мечами (1865), аренда на двенадцать лет, по 2000 рублей ежегодно (1866), орден Белого Орла (1868), золотая табакерка, украшенная бриллиантами, с вензелевым изображением имени императора Александра II (1870) и орден св. Александра Невского (1872).
26 июня 1876 года, за отличие по службе, Сегеркренц был произведён в генералы от артиллерии с назначением членом Военного совета.
Кроме перечисленных выше он имел ещё следующие ордена и знаки отличия: св. Анны 2-й степени с императорской короной, св. Станислава 3-й и 1-й степеней, знаки отличия беспорочной службы за 30, 40 и 50 лет, серебряные медали за Турецкую войну 1828 и 1829 годов, за усмирение Венгрии и Трансильвании в 1849 году, за защиту Севастополя и за покорение Чечни и Дагестана, бронзовую медаль в память Восточной войны 1853—1856 годов и крест за службу на Кавказе.
Сегеркранц скончался 22 сентября 1879 года в Санкт-Петербурге, похоронен на Никольском кладбище Александро-Невской лавры.